# Несрин Узун
Несрин Мустафа Узун е български икономист и политик, народен представител от парламентарната група на ДПС в XXXIX и XL Народно събрание.

## Биография
Несрин Узун е роден на 20 август 1968 година в село Добра поляна, България. По професия е икономист - завършил Счетоводство и финансов контрол.